# 프시케

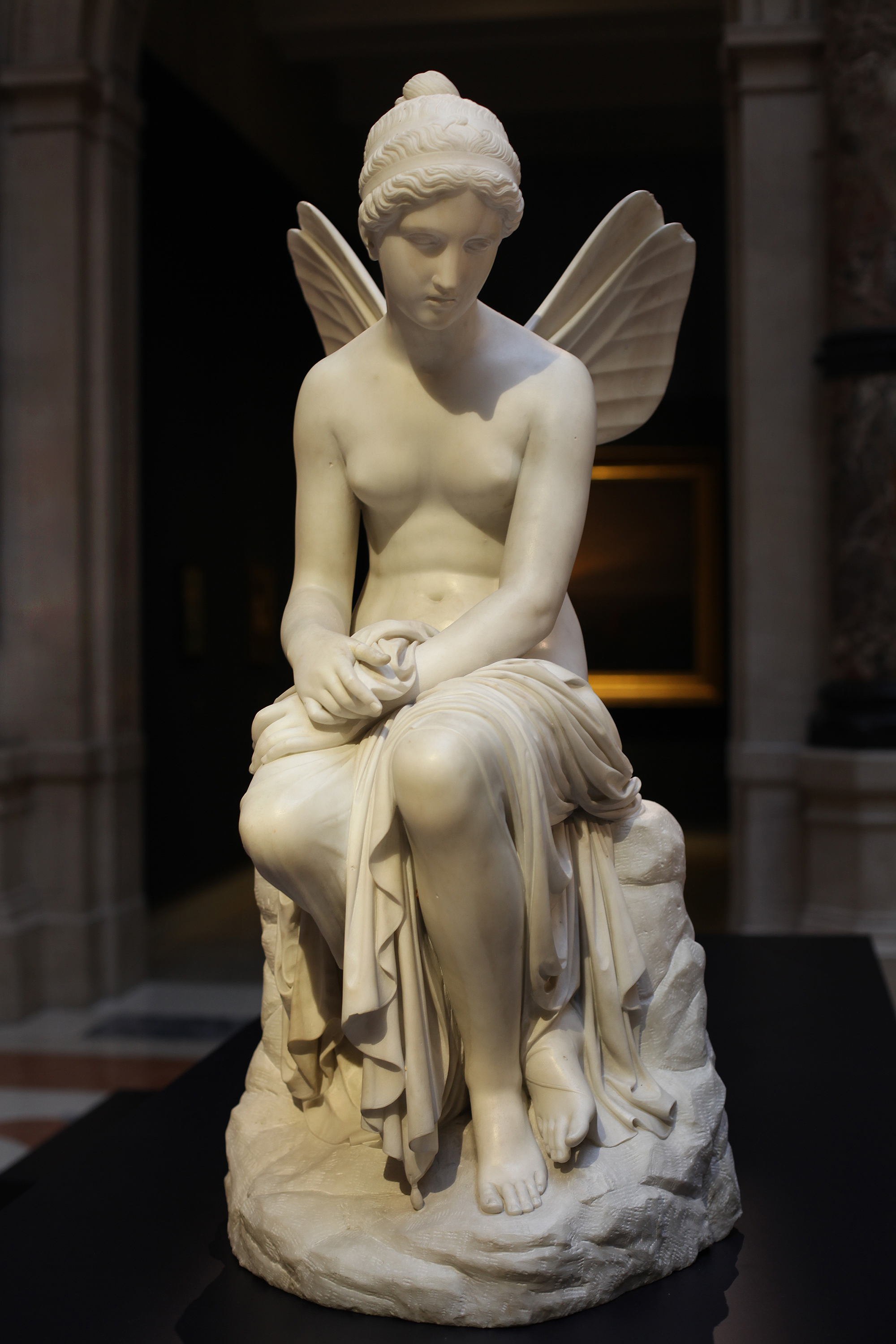
프시케의 동상

프시케(Psyche)는 그리스 신화에 등장하는 영혼의 여신이자 에로스의 부인이다. 어느 왕국의 3녀 중 막내공주였으며, 굉장한 미녀였다. 종종 나비 날개를 가진 아름다운 여성으로 묘사된다.

## 신화
프시케의 미모 때문에 사람들이 아프로디테 여신의 신전을 찾지 않자 아프로디테는 질투심이 솟았다. 그래서 아들 에로스에게 프시케가 추남 또는 괴물 등을 사랑하게 하라고 지시했지만, 에로스가 프시케의 방으로 갔을 때 자신의 금화살 촉에 손을 찔려서 도리어 에로스가 프시케를 사랑하게 된다.
그 후 사람들은 프시케의 미모를 여전히 칭송했으나 청혼하는 사람은 없어졌다. 프시케의 부모는 신탁을 들었다. 사제는 프시케는 괴물, 또는 죽음 등과 결혼할 운명이라고 말했고 피테스 산 정상에 프시케를 데려다 놓으면 신랑이 프시케를 데려갈 거라고 말했다. 그러나 이 신탁은 거짓이었다.(사실 신탁을 내린 신이 아폴론이다. 아폴론은 에로스에게 호되게 당한 일이 많다.) 결국 프시케는 피테스 산의 정상으로 보내졌다. 얼마 후 프시케는 서풍의 신 제피로스에 의해 어느 궁전으로 보내졌고, 그곳에서 신랑을 만났다. 신랑은 모습이 보이지 않았는데, 신랑은 어째선지 프시케가 자신의 얼굴을 보지 못하게 했고 밤에만 궁전에 있었다. 그런데 어느 날 프시케는 남편에게 언니들을 만나게 해달라고 청했고 남편은 허가했다. 프시케를 시기한 언니들이 프시케를 만나 램프로 신랑의 얼굴을 보고 괴물이면 칼로 찌르라고 했고, 프시케는 그 말대로 했다.
마침내 프시케가 램프를 들고 가서 신랑의 얼굴을 보았다. 놀랍게도 신랑은 에로스였다. 그때 램프의 기름이 에로스의 어깨에 떨어져서 에로스는 깨어났고, 무슨 일이 일어났는지 금세 알아차렸다. 그리고 에로스는 '사랑은 의심과 공존할 수 없다'며 어딘가로 사라졌다. 프시케는 아프로디테 여신을 찾아가서 용서를 빌었고 아프로디테 여신은 몇 개의 임무를 모두 마치라고 했다. 과제는 이야기마다 조금씩 다르지만 마지막 임무는 모두 일치한다. 마지막 임무는 지하세계에 가서 지하세계의 왕비인 페르세포네에게서 아름다움을 얻어 오라는 것이었다. 프시케는 모든 임무를 끝냈으나, 마지막 임무를 끝내고 아름다움을 상자에 담아서 가져올 때 호기심으로 아름다움을 담았던 상자를 열었다.
상자에서는 아름다움이 아닌 죽음의 잠이 나왔다. 그리고 프시케는 죽음의 잠에 빠져들었다. 이때 에로스가 나타나서 잠을 도로 상자에 넣어서, 혹은 프시케에게 부활의 입맞춤을 해서 프시케는 깨어났고 에로스와 재회했다. 에로스는 제우스에게 올림포스에서 프시케와 함께 살게 해 달라고 호소했다. 마침내 아프로디테도 둘의 결합을 허락했다. 제우스는 소원을 들어주어, 프시케에게 신들의 음식인 암브로시아를 먹게 하고 동시에 영혼의 여신이 된 프시케는 에로스와 결혼하고 올림포스에서 함께 행복하게 살게 되었다.